# Stenohya bicornuta
Espèce
Stenohya bicornuta est une espèce de pseudoscorpions de la famille des Neobisiidae.

## Distribution
Cette espèce est endémique du Yunnan en Chine. Elle se rencontre à Baoshan dans les monts Gaoligong.

## Description
Les mâles mesurent de 3,75 à 4,14 mm et la femelle 4,72 mm.

## Publication originale
- Guo, Zang & Zhang, 2019 : Two new Stenohya species (Pseudoscorpiones: Neobisiidae) from the Gaoligong Mountains, Southwestern China. Acta Zoologica Academiae Scientiarum Hungaricae, vol. 65, no 2, p. 95-105.